# Rechtsbezirk
Ein Rechtsbezirk umfasste im Mittelalter den räumlichen Geltungsbereich der einzelnen Stadt- und Landrechte. Die kirchlichen Immunitätsbezirke stellten nach kanonischem Recht besondere Rechtsbezirke mit eigener Gerichtsbarkeit dar.
Die städtischen Rechtsbezirke grenzten sich durch Stadtmauern ab, so die Stadt Essen im Jahr 1244 oder die Stadt Uedem 1359. Dem entsprach auf dem Lande eine gleichfalls weithin sichtbare Markierung durch Grenzsteine. Als Umfriedungen dienten auch weitläufige Wassergräben und Heckenwerke sowie stärker ausgebaute Landwehren. 
Die höhere Strafgerichtsbarkeit in den historischen Territorien und Hofmarken war mit der Einteilung der Rechtsbezirke nicht immer identisch. 